# تروي كينغ
تروي كينغ (بالإنجليزية: Troy King)‏ هو محامي أمريكي، ولد في 22 أغسطس 1968 في إيلبا في الولايات المتحدة.

## وصلات خارجية
- تروي كينغ على موقع إن إن دي بي (الإنجليزية)